# Mirosław Kowalski (1915–1995)
Mirosław Kowalski ps. Słaby, Słoboda (ur. 20 grudnia 1915 w Kluczach, zm. w 1995) – polski żołnierz podziemia niepodległościowego w czasie II wojny światowej w ramach struktur AK oraz podziemia antykomunistycznego w ramach organizacji NIE, Delegatury Sił Zbrojnych i Brygad Wywiadowczych WiN.

## Życiorys
Urodził się 20 grudnia 1915 w Kluczach.
Z wykształcenia był prawnikiem. W Brygadach Wywiadowczych WiN organizował struktury w powiecie olkuskim, pełnił funkcję zastępcy kierownika pionu propagandy, był redaktorem pisma Informator. Został aresztowany w sierpniu 1946. W 1947 był sądzony w pokazowym krakowskim procesie działaczy WiN i Polskiego Stronnictwa Ludowego. 10 września 1947 został skazany na łączną karę dożywocia (jedną z kar cząstkowych był kara śmierci, zamieniona na 15 lat pozbawienia wolności na podstawie ustawy o amnestii z 22 lutego 1947). 9 maja 1956 karę dożywocia złagodzono mu na podstawie kolejnych przepisów amnestyjnych do 12 lat pozbawienia wolności. W listopadzie 1956 uzyskał przerwę w wykonywaniu kary, a w listopadzie 1957 warunkowo zwolniony z reszty kary.